# Buğu kebabı

Le buğu kebabı (« kebab vapeur ») est un plat turc à base de viande d'agneau,. Ce n'est pas un kebab comme le laisse penser son nom, mais un ragoût, comme le tas kebabı, à base de viande, d'échalote, d'origan frais, de tomate, d'ail, de laurier, de sauce tomate et d'épices,.
La partie la plus importante de ce plat est la cuisson qui doit durer une heure et demie à feu doux dans une casserole avec très peu, ou pas d'eau.